# Dragutin Tadijanović
Dragutin Tadijanović, hrvaški pesnik, literarni zgodovinar, esejist in prevajalec, * 4. november 1905, Rastušje pri Slavonskem Brodu, † 27. junij 2007, Zagreb.

## Življenjepis
Tadijanović je od leta 1912 do 1916 nižjo osnovno šolo obiskoval v sosednji vasi Podvinje. Nato je dva razreda višje osnovne šole dokončal v Slavonskem Brodu, kjer se je 1918 tudi vpisal v gimnazijo. Že kot gimnazijec je pričel pisati prve pesmi. Po končani gimnaziji je odšel v Zagreb, kjer je leta 1925 sprva vpisal študij gozdarstva, vendar se je leta 1928 odločil za študij na Filozofski fakulteti, kjer je študiral filozofijo in zgodovino južnoslovanske književnosti. Diplomiral je leta 1937. Že pred diplomo se je zaposlil kot redaktor pri časopisu Narodne novine (1935 do 1940). Od leta 1939 do 1945 je bil honorarni predavatelj na Akademiji likovnih umjetnosti u Zagrebu. Nato je bil še urednik zbirke Djela hrvatskih pisaca, urednik pri založbi Zora in nazadnje do upokojitve 1974 ravnatelj Instituta za književnost JAZU-a. Od leta 1964 do 1965 je bil tudi predsednik Društva književnika Hrvatsk.
Tadijanović je bil tudi ploden prevajalec predvsem iz češkega jezika in nemščine. Prevajal je dela  Nezvala, Goetheja, Hoelderlina, Novalisa, Heineja in druge.
Za svoje delo je prejel dve visoki državni odlikovanji in devet drugih priznanj.

## Literarno delo
Drautin Tsdijanović je že s svojo prvo pesniško zbirko Lirika na začetku tridesetih let 20. stoletja obveljal za pesnika »zavičaja i zemlje«. V nasprotju s sočasno poezijo na Hrvaškem, ki je z ekspresionistično zamaknjenostjo podajala predvsem duhovno razklanost človeka v modernem urbaniziranem svetu, je Tadijanović snovno posegel v kmečko vsakdanje življenje, v dih patriarhalne vasi in neomadeževane narave in zemlje, ne da bi pri tem zapadal v idilično brezproblemskost. Zato je verjetno ena njegovih najboljših pesmi pesem z naslovom Balada o zaklanih ovcah (v slov. prevedel Ivan Minatti). Tema pesmi je takšen spopad nežnosti, dobrote, lepote in idiličnosti z urbanizirano brutalno silo, ki se mora – tako kaže že naslov (balada) –končati z neizprosnim in pretresljivim propadom vsega pozitivnega.
Tadijanovićev literarni opus obsega 30 objavljenih zbirk. Med njimi so najpomembnejša sledeča dela:
- Lirika (1931)
- Pepel srca /Pepeo srca/ (1936)
- Žalost zemlje /Tuga zemlje/ (1942)
- Sonce nad orno zemljo
- Poezija (1973)
- Dnevi otroštva /Moje djetinjstvo/ (1985)
- Vsakdanju kruh /Kruh svagdanji/ (1987)